# Akysis bilustris
Akysis bilustris е вид лъчеперка от семейство Akysidae.

## Разпространение
Видът е разпространен в Камбоджа и Лаос.